# ステップニー
ステップニー (Stepney) は、ロンドンの東北東に位置する地区。タワー・ハムレッツ・ロンドン特別区に属する。チャリング・クロスからは北東に 3.6 マイル（5.8 キロメートル）の位置にあり、ロンドンのイースト・エンドを代表する地区の一つでもある。
第二次世界大戦後にはロンドンの都市人口を収容するために大量のアパートメントが建設された。産業としては軽工業や問屋などが多く存在したが、現在は以前ほどの賑わいはなくなっている。
A13幹線道路の一部であるコマーシャル・ロードが地区を東西に横切っている。地区における主要な駅はステップニー・グリーンから名をとったステップニー・グリーン地下鉄駅である。
周辺の地区であるホワイトチャペル、ワッピング、ライムハウス、マイル・エンドなどは再開発、高級化が進んでいるが、ステップニーにおいては未だ低所得者層が多く居住している。ステップニーにおける最古の教会はセント・ダンスタンスである。
1085年にウィリアム1世が作成した土地課税台帳であるドゥームズデイ・ブックにステップニーの名称が記載されている。

## 隣接地区
- ライムハウス（英語版）
- マイル・エンド（英語版）
- シャドウェル（英語版）
- ホワイトチャペル

## 駅
- マイル・エンド駅
- ステップニー・グリーン駅（英語版）
- ライムハウス駅（英語版）（ドックランズ・ライト・レイルウェイおよびc2cが利用できる）

## 参考
- Stepney はブルーベル・レイルウェイにおいて走行している蒸気機関車の名称でもある。ウィルバート・オードリー著の『汽車のえほん』においても取り上げられている。
- Stepney はハックニー、イズリントン、タワー・ハムレッツで構成されるアングリカン教会のロンドン監督管区の一つでもある。ステップニー監督管区は独自の補佐主教を擁している。
- 「海上でイギリス人を両親として生まれた者は、すべてステップニーの教区に属する」という俗信があった[2]。